# Parc Nacional de Khenifiss
El Parc nacional de Khenifiss (àrab: متنزه اخنيفيس الوطني, Mutanazzah Iẖnīfīs al-waṭanī; amazic: ⴰⴼⵔⴰⴳ ⴰⵏⴰⵎⵓⵔ ⵏ ⵅⵏⵉⴼⵉⵙ) o llacuna de Naïla és un espai protegit en el sud-oest del Marroc, situat en la costa atlàntica a la regió de Laâyoune-Sakia El Hamra. Va ser establert l'any 2006. L'àrea del parc és d'1.850 quilòmetres quadrats. El parc nacional va ser creat per protegir el desert, els aiguamolls i dunes costaneres. El poblat més proper és la comuna rural d'Akhfennir.
El parc va ser creat com una reserva natural en 1960, i en 1980, va ser classificat com un aiguamoll d'importància internacional. En 1983, la reserva natural es va transformar en una reserva biològica permanent, i el 26 de setembre de 2006, el lloc va ser declarat un parc nacional.

## Història
En 1980 la badia de Khnifiss fou reconeguda com a lloc Ramsar.
En 1998, la Direcció marroquina del patrimoni cultural va adjuntar la llacuna a una llista indicativa del patrimoni natural mundial de la UNESCO, la qual cosa significa que es va planejar «designar per a la seva inclusió en els propers cinc o deu anys».
En 2006 la llacuna és protegida pel parc nacional de Khenifiss després de la seva creació.

## Galeria de fotos

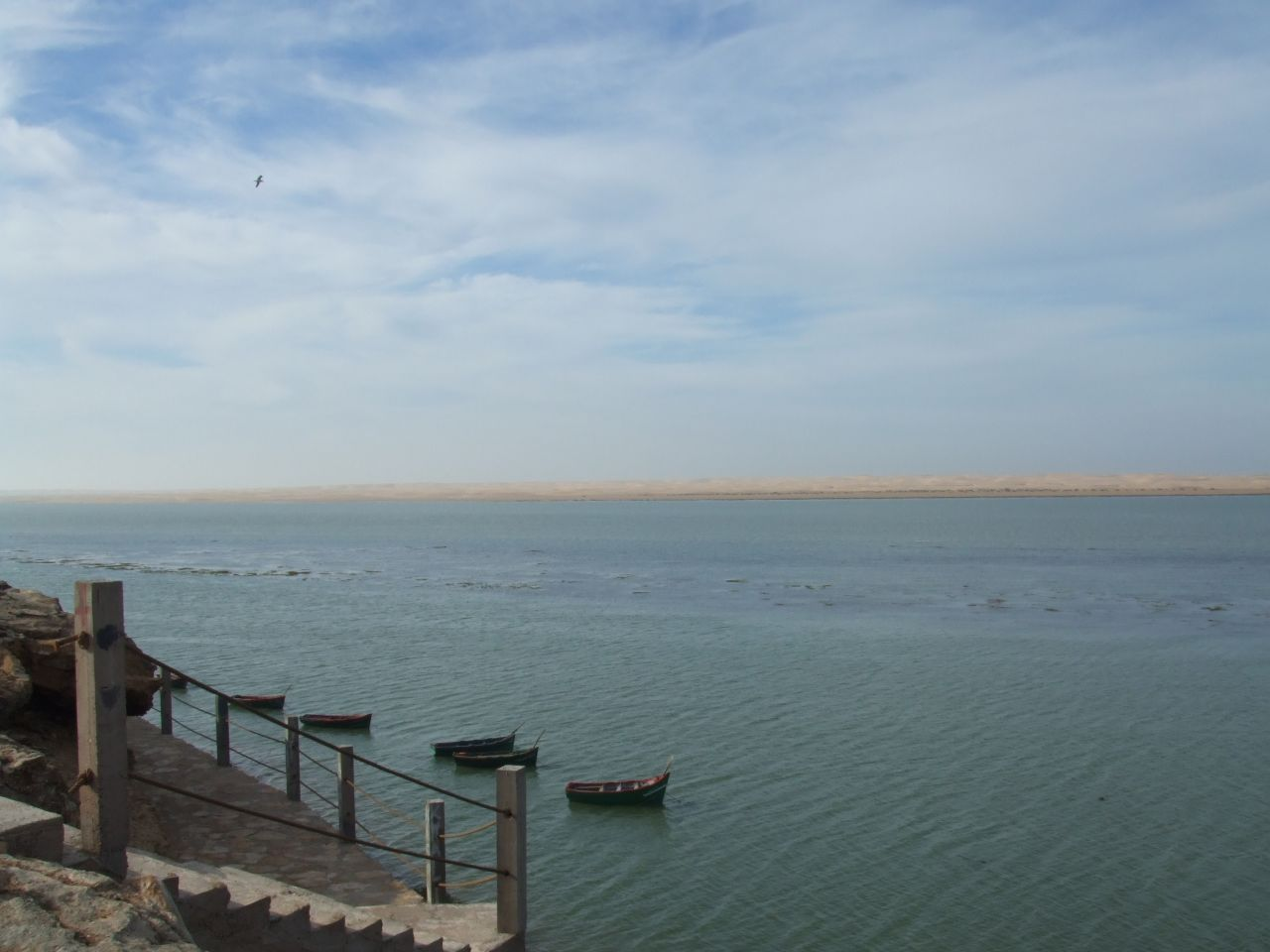
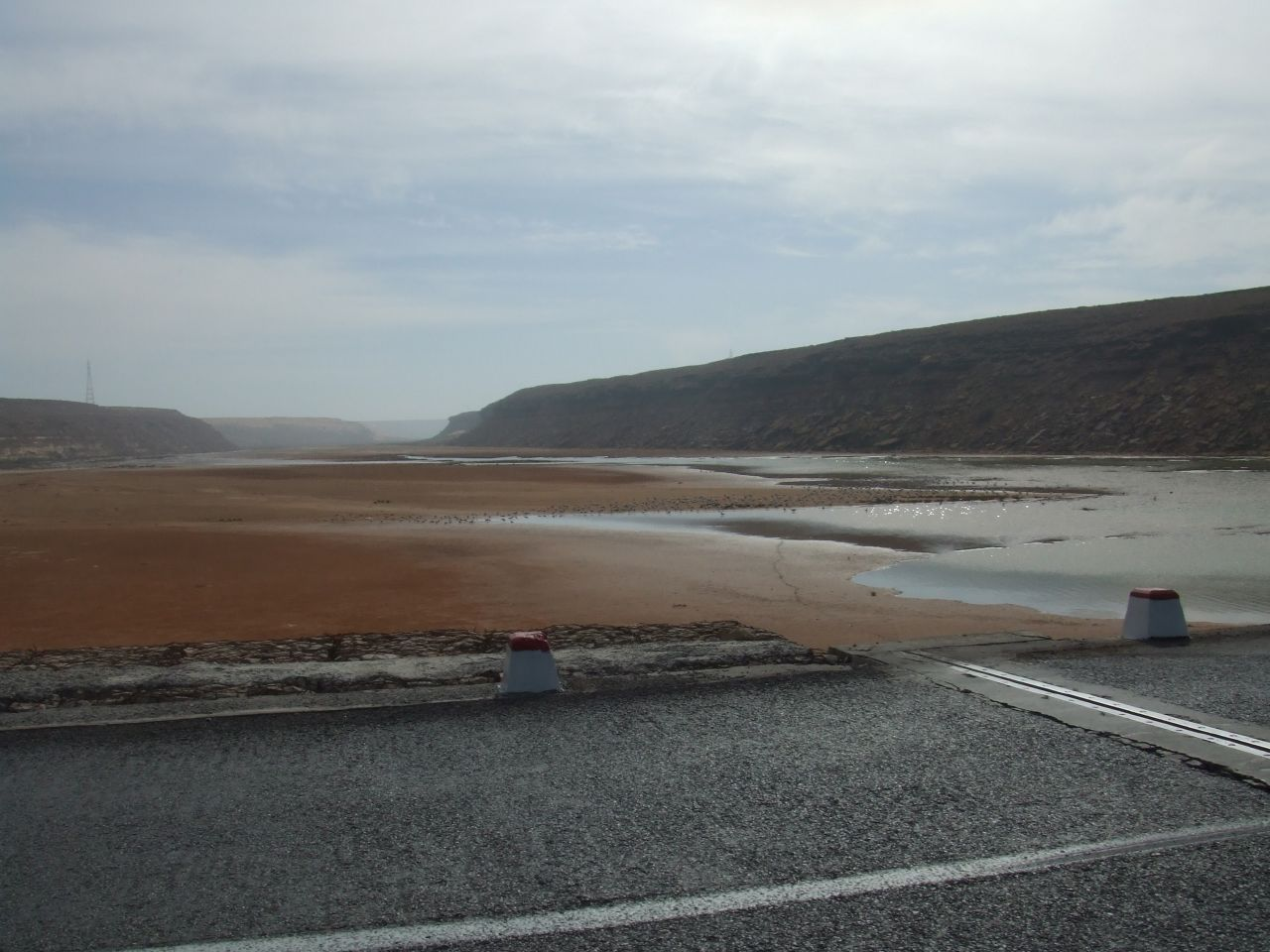
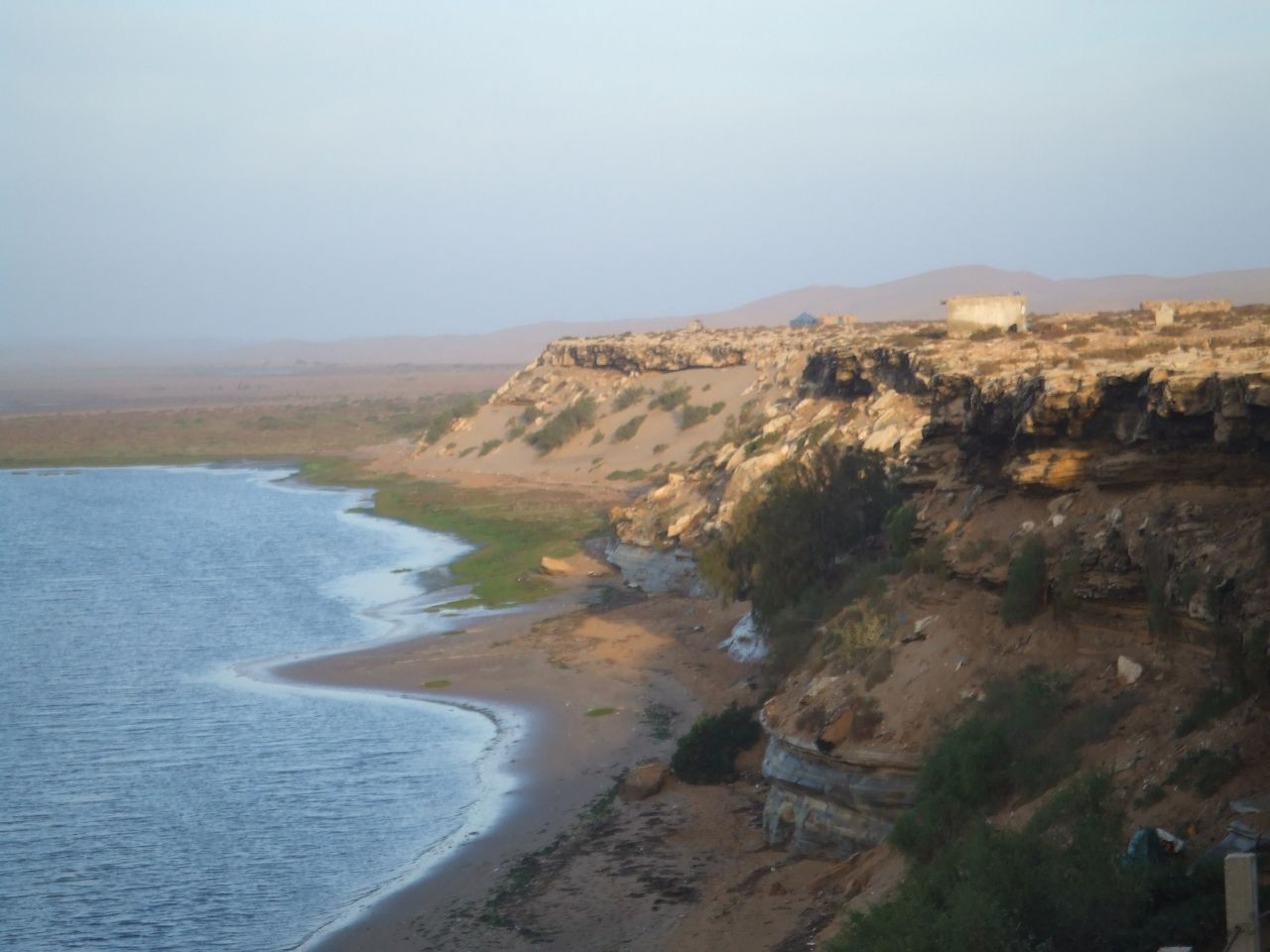
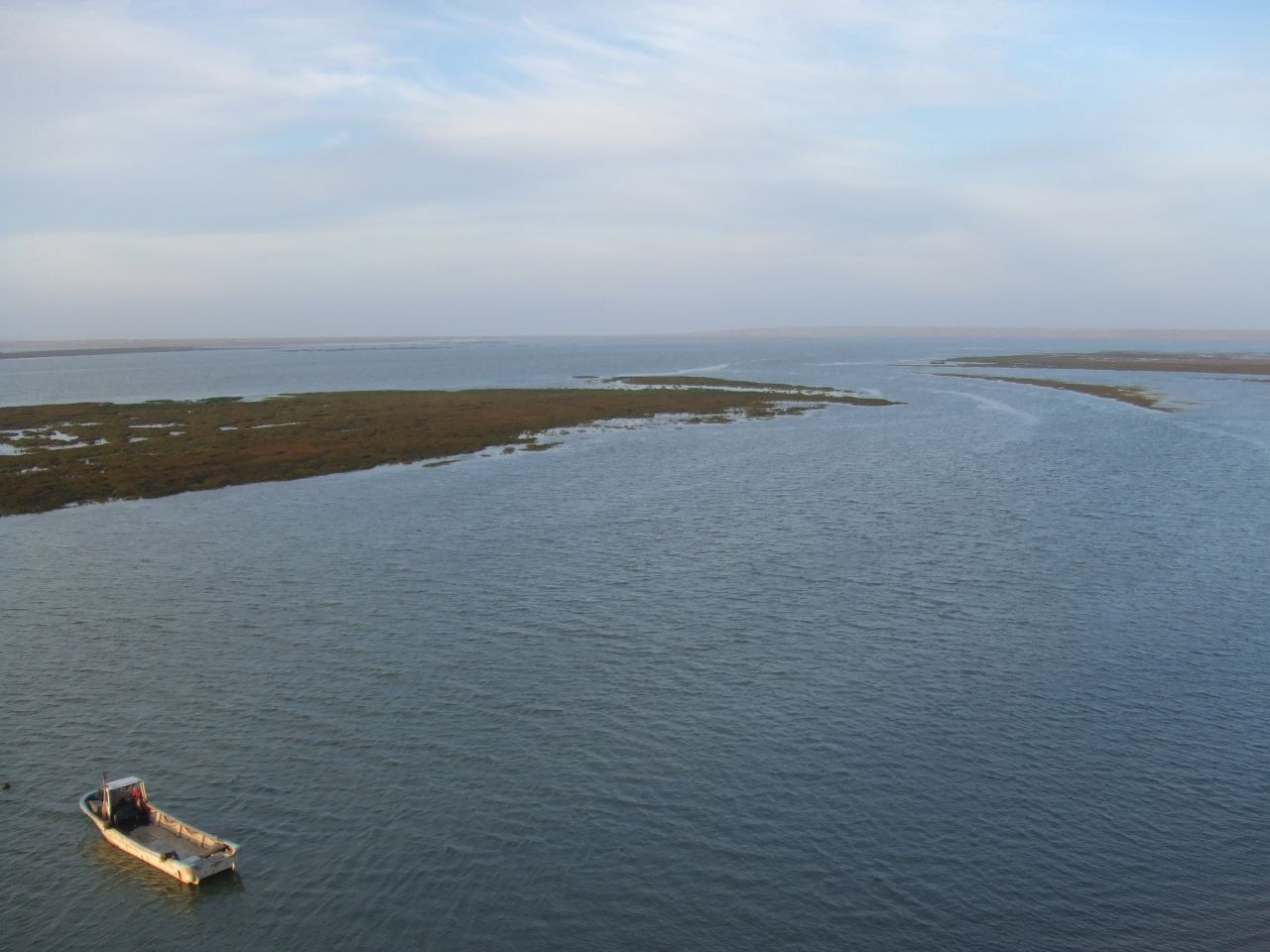
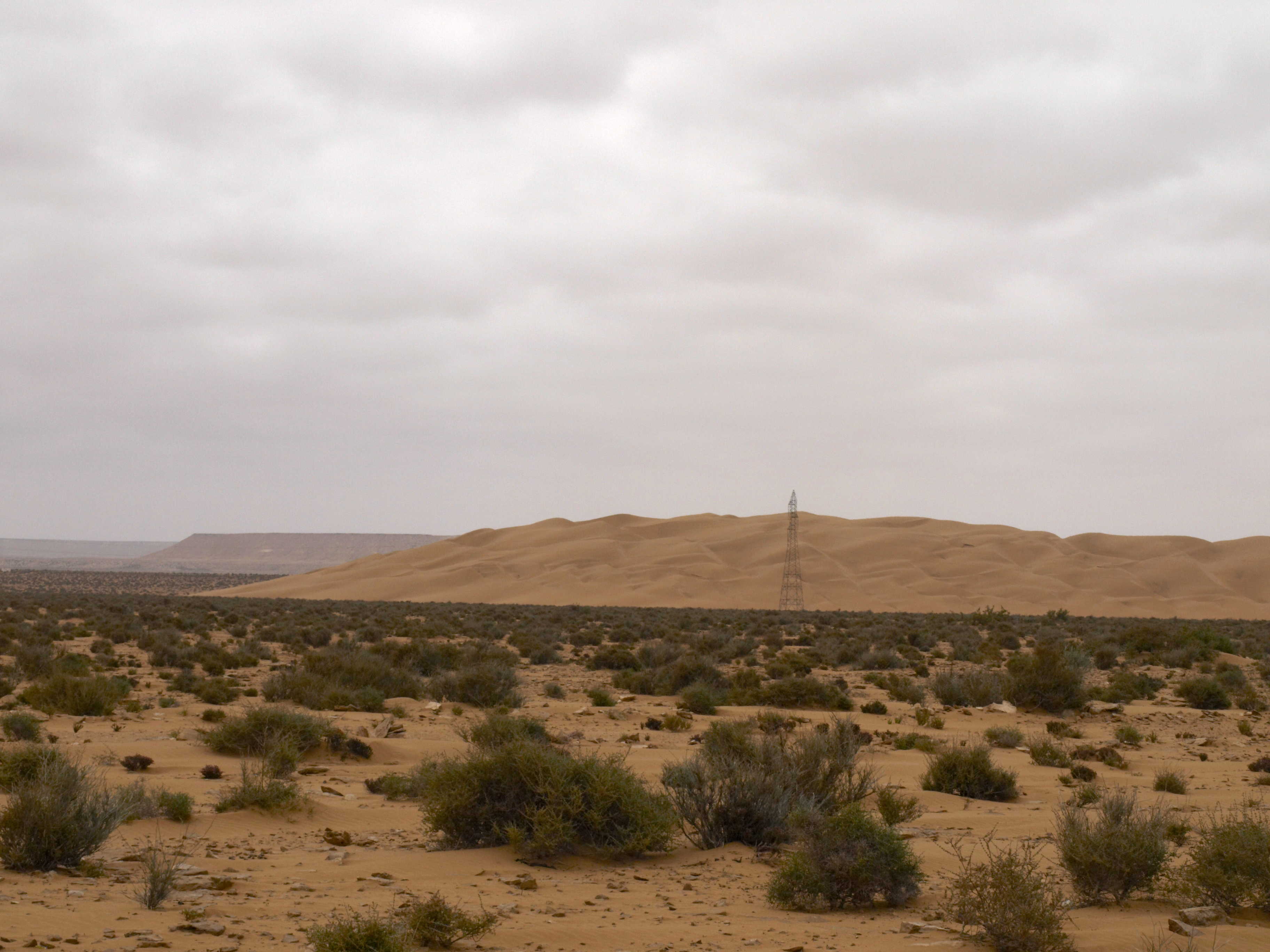
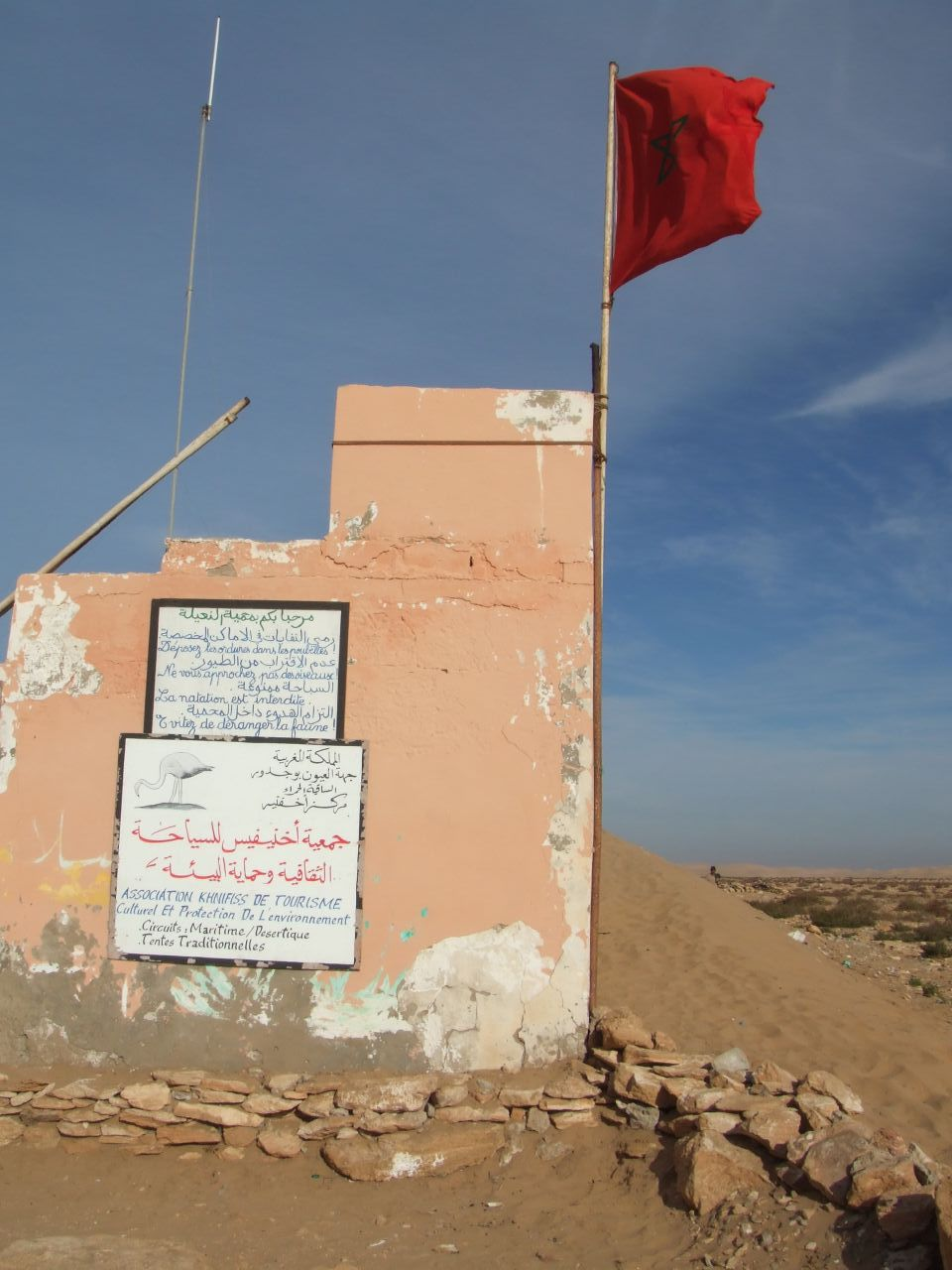
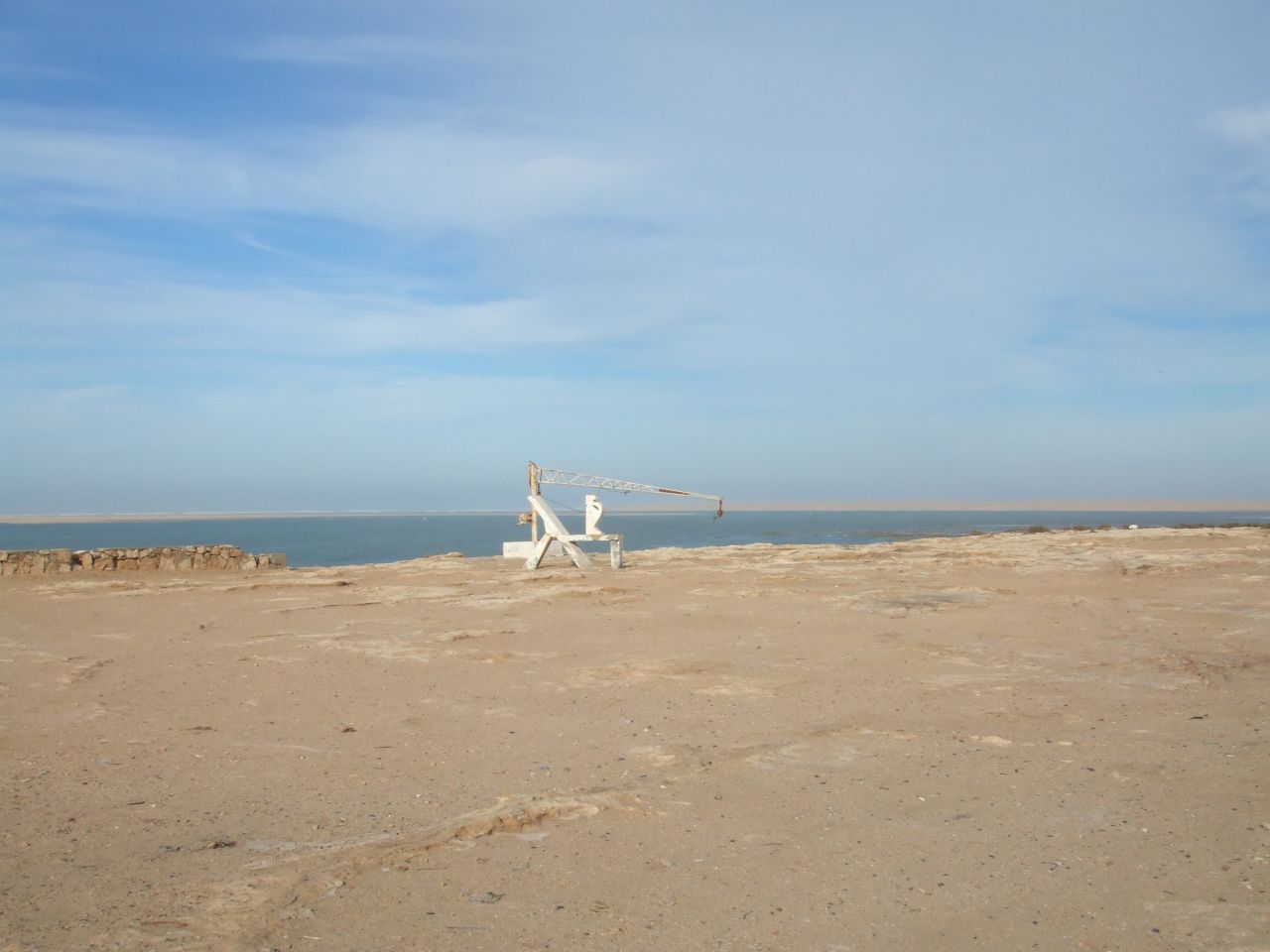
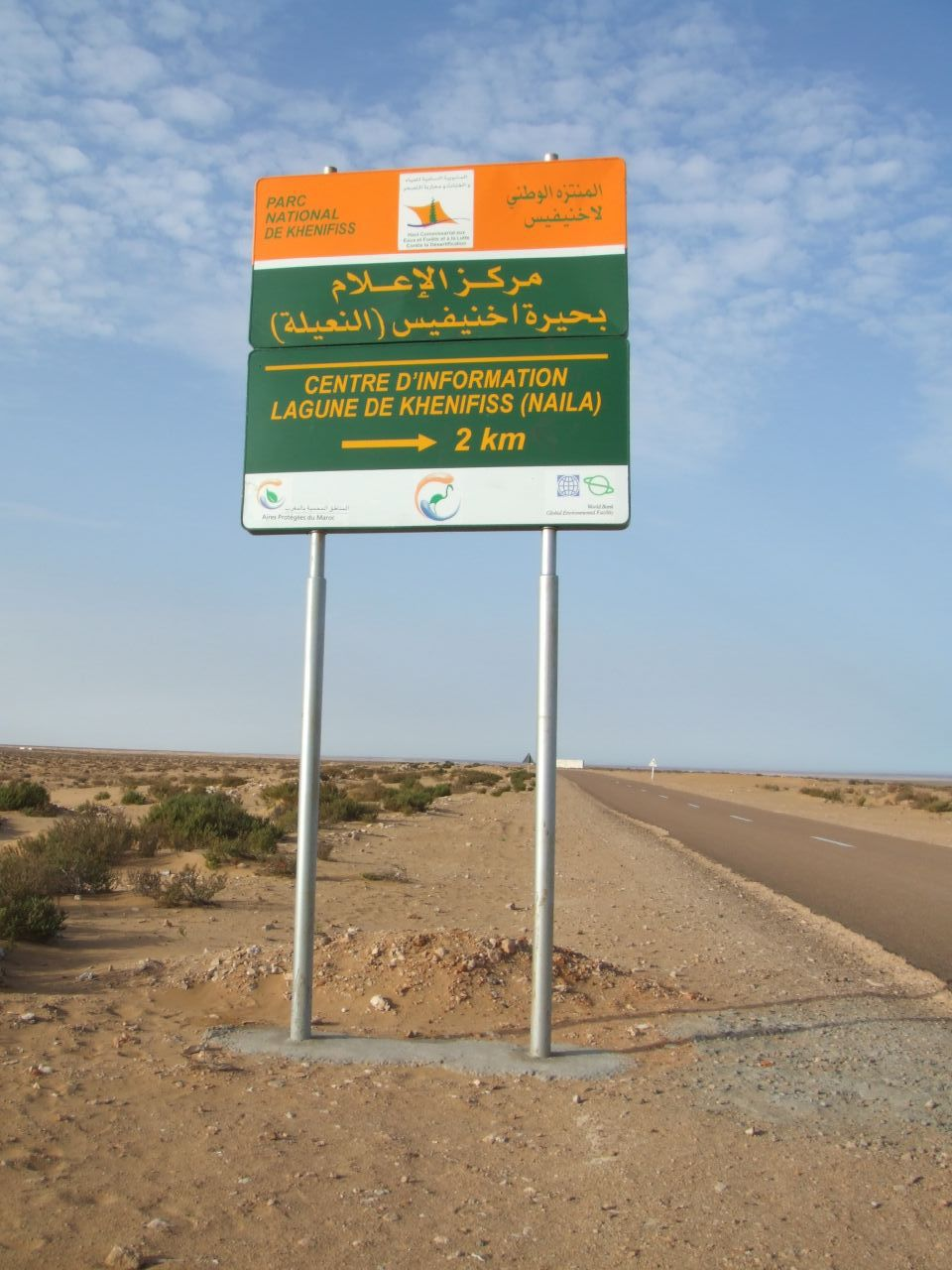